# Romana Tabák
Romana Tabák, auch Romana Tabaková (* 7. Mai 1991 in Bratislava, Tschechoslowakei), ist eine ehemalige slowakische Tennisspielerin und heutige Politikerin (parteilos). Von 2020 bis 2023 war sie Abgeordnete des slowakischen Parlaments.

## Tenniskarriere
Romana Tabák begann im Alter von sieben Jahren mit dem Tennis und bevorzugte das Spiel auf Rasen. Sie spielte hauptsächlich Turnier auf dem ITF Women’s Circuit, bei denen sie sechs Einzel- und fünf Doppeltitel gewann.
Als Juniorin erreichte sie das Halbfinale der French Open 2008 im Doppel mit Lenka Juríková, das sie gegen Polona Hercog/Jessica Moore mit 1:6 und 1:6 verloren, und wenige Wochen später auch das Halbfinale im Einzel in Wimbledon, welches sie gegen Laura Robson mit 2:6 und 5:7 verlor.
Im Jahre 2012 erkrankte sie an Lyme-Borreliose. Diese Erkrankung ist für sie der Grund, weshalb sie ihre Tennislaufbahn letztendlich nicht erfolgreich weiterführen konnte.

## Politische Laufbahn
Bei der Nationalratswahl in der Slowakei 2020 gehörte sie zu den Kandidaten der Partei OĽaNO und wurde auf der 44. Position der Kandidatenliste nominiert. Über die Kandidatenliste konnte sie in den Nationalrat der Slowakischen Republik einziehen, wo sie Mitglied der Fraktion OĽaNO war. Die Mitgliedschaft in dieser Fraktion verlor sie am 4. Mai 2022, nachdem sie nicht für die Auslieferung von Robert Fico an die Justiz gestimmt hatte. Kurze Zeit später trat sie der Fraktion von Sme rodina bei und verließ die Fraktion wieder am 27. März 2023 aufgrund von unterschiedlichen Sichtweisen zur Lieferung von slowakischen MiG-29 an die Ukraine. Seitdem ist sie ein fraktionsloses Mitglied des Nationalrats. Bei der vorgezogenen Nationalratswahl 2023 trat sie nicht erneut als Kandidatin für eine Partei an.
Bei der Europawahl 2024 gehörte Romana Tabák zu den Kandidaten der Slovenská národná strana und wurde auf der sechsten Position der Kandidatenliste nominiert. Da die SNS nur 1,9 Prozent der Stimmen bekam und damit klar an der 5-Prozent-Hürde scheiterte, verpasste sie den Einzug ins Europäische Parlament.

## Turniersiege

### Einzel
| Nr. | Datum             | Turnier     | Kategorie   | Belag | Finalgegnerin       | Ergebnis        |
| --- | ----------------- | ----------- | ----------- | ----- | ------------------- | --------------- |
| 1.  | 17. August 2008   | Iława       | ITF $10.000 | Sand  | Aleksandra Rosolska | 6:3, 4:6, 6:1   |
| 2.  | 2. Mai 2010       | Bournemouth | ITF $10.000 | Sand  | Lisa Whybourn       | 6:1, 6:77, 7:67 |
| 3.  | 14. Mai 2011      | Båstad      | ITF $10.000 | Sand  | Olga Brózda         | 7:5, 6:72, 6:2  |
| 4.  | 5. November 2011  | Asunción    | ITF $10.000 | Sand  | María Irigoyen      | 5:7, 7:67, 7:5  |
| 5.  | 12. November 2011 | Asunción    | ITF $10.000 | Sand  | Tina Schichtle      | 6:74, 6:4, 6:4  |
| 6.  | 19. November 2011 | Asunción    | ITF $25.000 | Sand  | Florencia Molinero  | 6:1, 6:0        |

### Doppel
| Nr. | Datum            | Turnier  | Kategorie   | Belag | Partnerin          | Finalgegnerinnen                    | Ergebnis         |
| --- | ---------------- | -------- | ----------- | ----- | ------------------ | ----------------------------------- | ---------------- |
| 1.  | 14. Oktober 2007 | Espinho  | ITF $10.000 | Sand  | Sylwia Zagórska    | Ljudmila Nikojane Inna Sokolova     | 3:6, 6:1, [10:4] |
| 2.  | 18. Mai 2008     | Bukarest | ITF $10.000 | Sand  | Klaudia Boczová    | Ioana Ivan Vivian Segnini           | 6:2, 6:0         |
| 3.  | 16. August 2008  | Iława    | ITF $10.000 | Sand  | Ima Bohusch        | Lisa Marshall Anna Movsisyan        | 6:3, 6:2         |
| 4.  | 6. März 2010     | Antalya  | ITF $10.000 | Sand  | Michaela Pochabová | Diana Marcu Simona-Iulia Matei      | 6:1, 6:1         |
| 5.  | 18. Mai 2012     | Caserta  | ITF $25.000 | Sand  | Katarzyna Piter    | Aleksandra Krunić Viktorija Golubic | 6:2, 6:4         |